# Tomoplagia brasiliensis
Tomoplagia brasiliensis
 es una especie de insecto del género Tomoplagia de la familia Tephritidae del orden Diptera. 
Prado, Norrbom y Lewinsohn la describieron científicamente por primera vez en el año 2004.